# Elio Apih
Elio Apih (Trieste, 15 giugno 1922 – Trieste, 31 marzo 2005) è stato uno storico italiano.

## Biografia
Ha studiato filosofia all'Università di Padova e successivamente lettere a Trieste.
Apih è stato, assieme a Carlo Schiffrer, uno dei maggiori esponenti della storiografia triestina del Novecento. Ha scritto numerosi libri sulla storia triestina, giuliana e friulana dal Settecento al Novecento, assieme a saggi e riflessioni sulla storia contemporanea europea e italiana. Si è occupato anche della storia degli ebrei di Trieste, della politica snazionalizzatrice fascista, dell'antifascismo sloveno, della resistenza jugoslava e della questione delle foibe.
Dal 1996 al 2000 è stato membro della Commissione storico-culturale italo-slovena, fondata dai due governi per chiarire i rapporti storici tra sloveni e italiani dalla fine dell'Ottocento alla fine degli anni cinquanta.